# Eywiller
Eywiller település Franciaországban, Bas-Rhin megyében. Lakosainak száma 272 fő (2022. január 1.). Eywiller Berg, Burbach, Eschwiller, Gungwiller, Weyer és Wolfskirchen községekkel határos.

## Népesség
A település népességének változása:
| Lakosok száma | 269  | 274  | 286  | 280  | 278  | 275  | 275  | 276  | 272  |
|               | 2013 | 2015 | 2016 | 2017 | 2018 | 2019 | 2020 | 2021 | 2022 |